# Jean Bolland
Jean Bolland (Julémont, 18 de agosto de 1596 — Antuérpia, 12 de setembro de 1665) foi um jesuíta e hagiógrafo dos Países Baixos. Em latim é chamado Johannes Bollandus e em português João Bolando.

## Biografia
Nascido em Julémont, na atual província de Liège, ele entrou na Companhia de Jesus em 1612. Antes de ser ordenado sacerdote em 1625, distinguiu-se como professor na Faculdade de Roermond e Bois-le-Duc e foi diretor, na Faculdade de Antuérpia, de uma peça de teatro sobre o Santo Inácio de Loyola, por ocasião da sua canonização em 1622. 
Durante seus estudos teológicos em Lovaina, aprendeu várias línguas orientais. Um bom conhecimento da antiguidade e seu gosto pela erudição fizeram dele a escolha natural para trazer a ordem entre os vários documentos sobre a vida e a lenda de santos compilados por Heriberto Rosweyde, que morreu inesperadamente em 1629. Se Bolland é o fundador da Sociedade dos Bolandistas, Rosweyde é certamente o precursor e a inspiração. 
Este foi um ponto de virada na vida do estudioso, que se dedicou inteiramente a este trabalho gigantesco de pesquisa e publicação em organizar e ampliar sistematicamente a perspectiva de Rosweyde: dedicar-se-ia não só aos santos da Europa, mas a todos os santos do Calendário da Igreja. Para isso, viajou por tortuosas e incertas estradas da Europa, visitando mosteiros, bispados e bibliotecas, recolhendo e copiando uma grande quantidade de documentos. Neste século de sede de conhecimento objetivo, ele foi recebido com entusiasmo em toda parte e fortemente incentivado. Também contou com ajuda financeira (incluindo do abade de Liessies, a quem dedicou o primeiro livro). 
Para cada santo, ele estabeleceu um registro mais completo possível e decidiu que a publicação crítica da vida dos santos seguiria o Calendário Católico Romano: 1 de janeiro - 31 de dezembro. Finalmente, depois de quatorze anos de trabalhos preparatórios, os dois volumes do mês de janeiro da Acta Sanctorum foram publicados em Antuérpia em 1643.
Em 1658 apareceram os três volumes de fevereiro. A obra lançada teve imediatamente uma grande repercussão, porque como escreveu o Papa Alexandre VII, o trabalho era uma grande honra para a ciência católica. Como ele prontamente reconheceu sua dívida vis-à-vis com o seu antecessor Rosweyde, Bolland também soube se cercar de pessoal competente, contando entre os colaboradores com Henschenius Godfrey e Daniel Van Papenbroeck. 
Assim nasceu a Sociedade dos Bolandistas, ainda ativa no vigésimo primeiro século. Em 1660, já doente, Bolland declinou o convite do papa para visitar Roma. Ele morreu em Antuérpia, antes que pudesse terminar o mês de março da Acta Sanctorum.